# ميك بيرك
ميك بيرك (بالإنجليزية: Mick Burke)‏ هو لاعب كرة القدم الغالية أيرلندي، ولد في 1941 في Mitchelstown ‏ في جمهورية أيرلندا.